# Didelphimorphia
A ordem dos didelfimorfos (Didelphimorphia) engloba a maior parte dos marsupiais que povoam na atualidade o continente americano. São incluídos no clado dos ameridelfos e atualmente possui apenas uma família vivente, os didelfídeos, que inclui os gambás. 
De acordo com os registos fósseis, são os mamíferos mais antigos que chegaram à atualidade, o que aconteceu sem existir grandes variações anatômicas, pelo que de forma geral podem considerar-se como fósseis vivos. 

## Evolução
Consistem em mamíferos não especializados que surgiram no final do Mesozoico, há 75-100 milhões de anos na América do Norte, de onde emigraram para os outros continentes há 60 milhões de anos, aproximadamente.
Prosperaram, em regiões mais favoráveis, ao deslocarem-se da América do Norte para a do Sul. Desapareceram da Europa, Ásia e África há 20 milhões de anos, possivelmente devido à competição e predação por parte dos animais placentários.
Há 3 milhões de anos, aproximadamente, voltaram a colonizar a América do Norte, embora não com a mesma prosperidade que no sul. 
Apesar de não haver dados que provem a existência destes animais na Austrália e Antártida, supõe-se que também as habitaram uma vez que estes estavam unidos. 
Assim, estes animais colonizavam praticamente todos os ecossistemas, o que se traduz em espécies com todo o tipo de hábitos alimentares.

## Classificação
A família Didelphidae engloba a grande maioria das espécies, tanto vivas como fosséis dos didelfimorfos. Permanecem ainda alguns géneros e espécies de classificação incerta (incertae sedis). A sequência linear segue McKenna e Bell (1997):
- Ordem Didelphimorphia Gill, 1872 sensu Marshall, Case e Woodburne, 1990
  - Gênero †Camptomus Marsh, 1889 incertae sedis
    - †Camptomus amplus Marsh, 1889

  - Gênero †Iqualadelphis Fox, 1987 incertae sedis
    - †Iqualadelphis lactea Fox, 1987

  - Gênero †Adinodon Hershkovitz, 1995 (Adinodontinae) incertae sedis
    - †Adinodon pattersoni Hershkovitz, 1995
- Família Didelphidae Gray, 1821
- Família †Sparassocynidae Reig, 1958 sensu Archer, 1984
  - Gênero †Sparassocynus Mercerat, 1898
    - †Sparassocynus bahiai Mercerat, 1898
    - †Sparassocynus derivatus (Reig e Simpson, 1972)
    - †Sparassocynus heterotopicus Villaroel e Marshall, 1983